# Villafranca de Córdoba
Villafranca de Córdoba ist eine Gemeinde mit 4.886 Einwohnern (Stand: 2024) in der Provinz Córdoba in Andalusien.

## Geographie
Die Gemeinde grenzt an Adamuz, El Carpio und Córdoba.

## Geschichte
Der Name Villafranca tauchte erstmals in der Mitte des 14. Jahrhunderts auf. Davor gab es an derselben Stelle einen Ort namens Cascajar.

## Persönlichkeiten
- Francisco Jesús Orozco Mengíbar (* 1970), römisch-katholischer Geistlicher, Bischof von Guadix ab 2018